# Horst Eckert

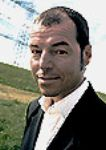
Eckert in 2007

Horst Eckert (Weiden in der Oberpfalz, 7 mei 1959) is een Duits schrijver van detectives.
Eckert studeerde politieke wetenschappen in Neurenberg en Berlijn, waarna hij als televisiejournalist werkzaam was in Keulen en Düsseldorf bij onder andere de WDR en VOX. In 1995 verscheen zijn eerste detectiveroman Annas Erbe. Tegenwoordig leeft Eckert als onafhankelijk schrijver in Düsseldorf. Zijn romans verschijnen bij de uitgeverij Grafit Verlag. Voor zijn boeken kreeg hij de Marlowe-Preis 1998 en 1999 en de Friedrich-Glauser-Prijs in 2001. Enige boeken werden vertaald in het Frans en Tsjechisch.

## Werken
- Annas Erbe, 1995
- Bittere Delikatessen, 1996
- Aufgeputscht, 1997
- Finstere Seelen, 1998
- Die Zwillingsfalle, 2000
- Ausgezählt, 2002
- Purpurland, 2003
- 617 Grad Celsius, 2005
- Der Absprung, 2006
- Königsallee, 2007
- Sprengkraft, 2009
- Niederrhein-Blues und andere Geschichten (Short Stories), 2010
- Schwarzer Schwan, 2011

- Bibliothèque nationale de France: cb14463062x (data)
- Gemeinsame Normdatei: 115366423
- International Standard Name Identifier: 0000 0000 7841 575X
- Library of Congress Control Number: no2004054078
- Nationale Bibliotheek van Tsjechië: xx0019958
- Nederlandse Thesaurus van Auteursnamen: 069618852
- Système universitaire de documentation: 124638732
- Virtual International Authority File: 2694126
- WorldCat: E39PBJgCKFVdFB96GPyB9YBkjC